# Тьєррі Гаду
Тьєррі Гаду (фр. Thierry Gadou, 13 січня 1969) — французький баскетболіст.
Срібний призер Олімпійських Ігор 2000 року.